# Bar-sur-Aube
Bar-sur-Aube là một xã trong tỉnh Aube, thuộc vùng Grand Est của nước Pháp, có dân số là 7265 người (thời điểm 1999). Xã cách Paris 207 km, Troyes 52 km.

## Các thành phố kết nghĩa
- Gernsheim, Đức

## Nhân vật nổi tiếng
- Maurice Emmanuel, nhà soạn nhạc